# Makito Uehara
Makito Uehara (上原 牧人 Uehara Makito?), född 20 november 1998 i Okinawa prefektur, är en japansk fotbollsspelare.
Uehara började sin karriär 2020 i FC Ryukyu.